# David Karp

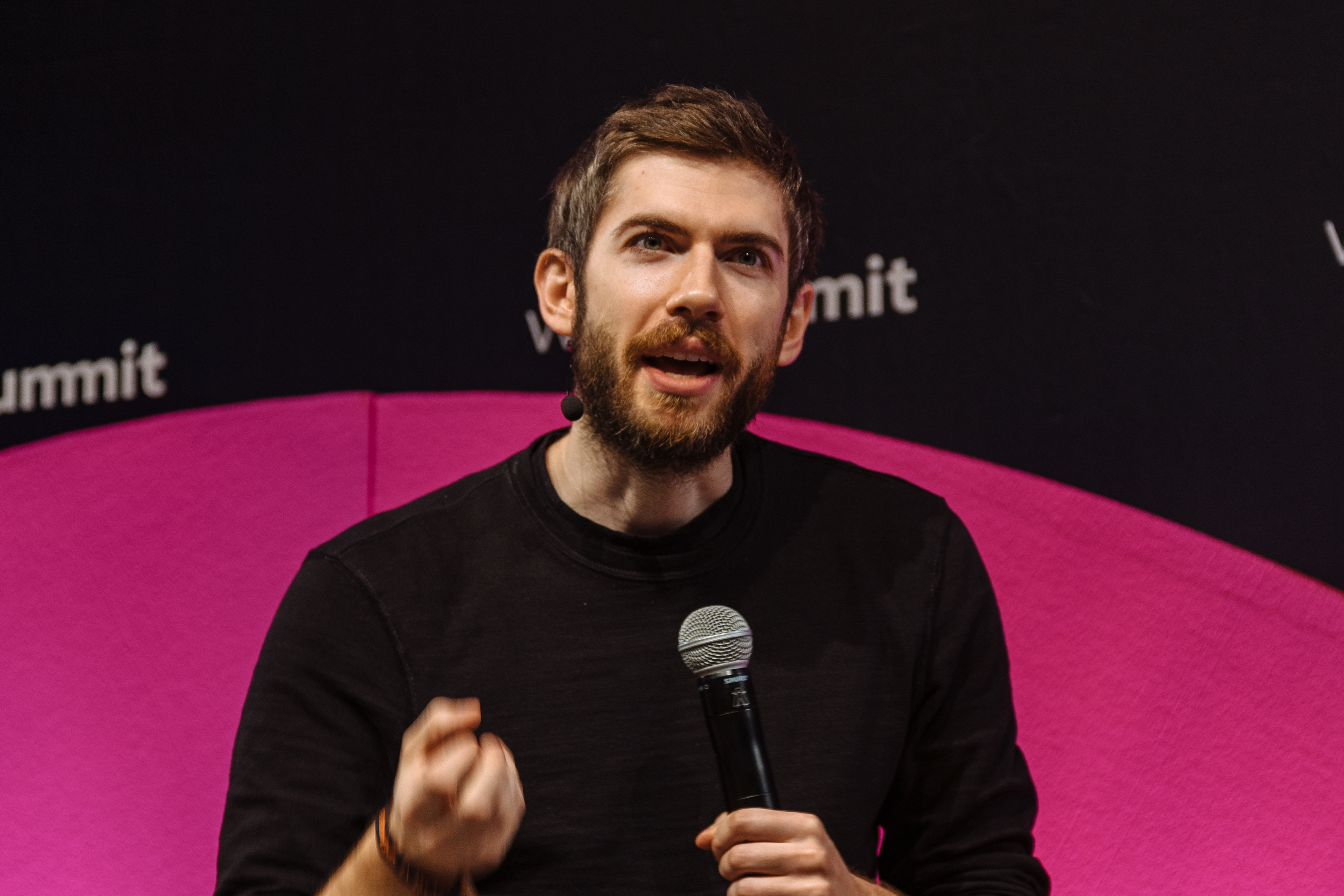
David Karp (2017)

David Karp (* 6. Juli 1986 in New York City) ist ein amerikanischer Webentwickler und Unternehmer. Er ist Gründer und CEO der Bloggingplattform Tumblr. Laut dem Wirtschaftsmagazin Forbes beläuft sich sein privates Vermögen auf 200 Millionen Dollar, das von Tumblr auf schätzungsweise 800 Millionen Dollar.

## Jugend
David Karp wurde in New York City geboren und wuchs als älterer von zwei Brüdern in der Upper West Side in Manhattan auf. Seine Eltern trennten sich während seines 17. Lebensjahres.  Bis zur achten Klasse besuchte er die Calhoun School, eine Privatschule in New York, in der seine Mutter Barbara Ackerman Naturwissenschaften unterrichtet. Mit 11 Jahren begann er, HTML zu lernen und entwarf bald Webseiten für Unternehmen. Ein Jahr lang besuchte er die Bronx High School of Science, bevor er seine Schullaufbahn abbrach und Hausunterricht bekam. Karp kehrte später nie an die Highschool zurück und hat keinen Schulabschluss.

## Karriere

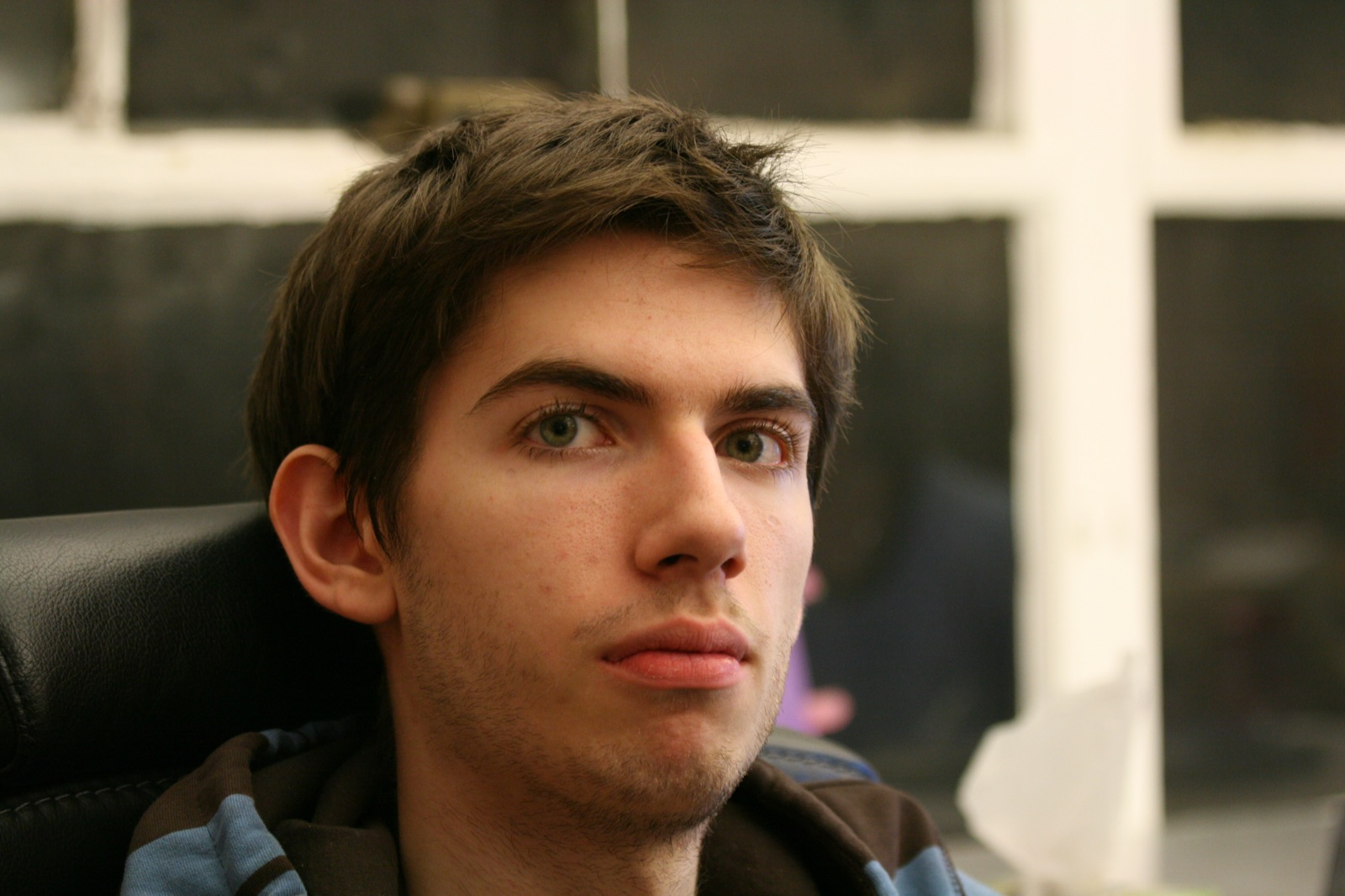
Karp im Jahre 2007

Mit 14 Jahren begann Karp ein Praktikum bei Animationsproduzent Fred Seibert, Gründer der „Frederator Studios“. Als der Unternehmer John Maloney Fachkräfte für sein Internetforum „UrbanBaby“ suchte, empfahl ein Angestellter der Frederator Studios Karp für die Stelle, wo dieser fest angestellt wurde. Mit 17 Jahren, immer noch für UrbanBaby tätig, zog Karp allein für fünf Monate nach Tokio.
Karp verließ UrbanBaby, nachdem der Konzern 2006 an CNET verkauft wurde. Mit dem Kapital aus dem Verkauf seiner Aktien startete Karp sein eigenes Software-Beratungsunternehmen Davidville.
Marco Arment schloss sich dem Unternehmen als Entwickler an und ein Jahr später begannen die beiden die Arbeit an ihrer eigenen Blogging-Plattform. Tumblr wurde schließlich im Februar 2007 veröffentlicht und nach zwei Wochen hatte der Dienst bereits über 75.000 Nutzer.
Im Oktober 2007 beendete Karp sein Beratungsunternehmen, als sich seine Arbeit für Tumblr nicht mehr mit seiner Kundenberatung in Einklang bringen ließ. Davidville wurde zu Tumblr, Inc. umbenannt und 25 Prozent des Unternehmens wurden an Investoren verkauft. Am 1. Mai 2015 beherbergte Tumblr bereits über 234,2 Millionen Blogs.
Am 20. Mai 2015 wurde bekannt gegeben, dass Yahoo! Tumblr für 1,1 Milliarden Dollar gekauft habe. Karp bleibe weiterhin CEO des Unternehmens.

## Persönliches
Karp hält verschiedene Beteiligungen an Unternehmen, darunter Superpedestrian, Inc., dem Unternehmen hinter „Copenhagen Wheel“ und den „Link“-Leih-Electroscootern in Wien, sowie Sherpaa Inc., einem Startup-Unternehmen mit gleichnamiger App zur Gesundheitsüberwachung.